# Tarzan (jogo eletrônico)
Tarzan   é um jogo de plataforma desenvolvido pela Eurocom para Nintendo 64, PlayStation e Game Boy Color em 1999. O jogo se trata do filme de animação Tarzan da Disney. O jogo também tem uma versão chamada Tarzan Action Game para Windows

## Jogabilidade
Tarzan é um jogo de plataforma de rolagem lateral em 2,5D, com jogabilidade em um plano bidimensional, mas com modelos e ambientes tridimensionais. O jogador controla o personagem homônimo de Tarzan, tanto como criança quanto como adulto, em 14 níveis diferentes. Além de correr e pular pelos níveis, Tarzan pode bater no chão para abrir determinados objetos, bem como revelar itens e áreas secretas. O principal método de ataque de Tarzan aos inimigos é arremessar frutas variadas, que podem ser arremessadas tanto com a mão quanto com a mão para variar as distâncias de arremesso e vêm em 4 níveis diferentes de poder marcados por suas cores. Uma faca também pode ser encontrada em determinados níveis e usada como arma de combate corpo a corpo, e algumas outras armas, como uma lança e um guarda-sol, são usadas exclusivamente em níveis específicos. A vida de Tarzan é representado por uma barra de vida que se esgota à medida que ele é ferido por inimigos e outros perigos. A barra de vida pode ser recarregada com a coleta de bananas, que estão escondidas em bananeiras e outras áreas ao longo dos níveis.
Os níveis apresentam vários itens colecionáveis diferentes, como moedas que dão ao jogador uma vida extra quando 100 delas são coletadas, e quatro peças de um desenho a lápis que estão escondidas em todo o nível e desbloqueiam um nível de bônus quando coletadas. As cenas do respectivo filme do jogo podem ser desbloqueadas localizando-se 6 letras (T-A-R-Z-A-N) em cada nível.

## Personagens

### Personagens Jogáveis
- Tarzan criança
- Tarzan adulto
- Jane Porter – somente em uma parte
- Terk – somente em uma parte

### Chefes
- Sabor
- Clayton

### Outros
- Kala
- Tantor
- Kerchak
- Arquimedes Porter